# David A. B. Miller

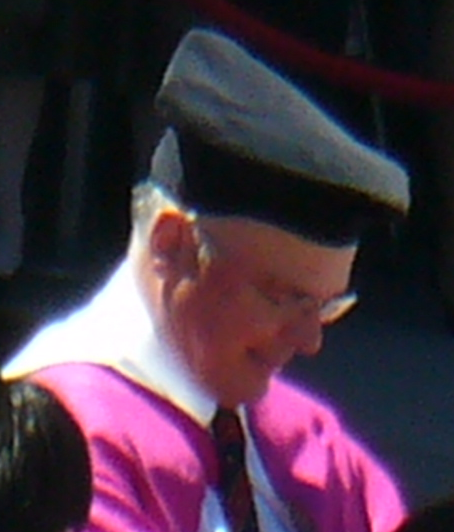
David A. B. Miller

David A. B. Miller (* 19. Februar 1954 im Hamilton (South Lanarkshire)) ist ein britisch-US-amerikanischer Angewandter Physiker, der sich mit Optoelektronik, nichtlinearer Halbleiter-Optik, optischen Eigenschaften von Quantentöpfen, optischer Kommunikation und Datenverarbeitung (optischen Schaltern) befasst.
Miller studierte an der St. Andrews University mit dem Bachelor-Abschluss 1976 und wurde 1979 an der Heriot-Watt University promoviert. Ab 1981 war er an den Bell Laboratories, ab 1987 als Leiter der Abteilung Optische Schalter. 1992 bis 1996 leitete er den Bereich Advanced Photonics. 1996 wurde er Professor an der Stanford University (Keck Foundation Professor of Electrical Engineering) und war 1997 bis 2006 Direktor des E. L. Ginzton Laboratory. Er ist Ko-Direktor des Stanford Photonics Research Center.
1988 erhielt er den R. W. Wood Prize und 1986 die Adolph Lomb Medal. Er ist Fellow der American Physical Society, der IEEE und der Optical Society of America, der Royal Society, der Royal Society of Edinburgh, der National Academy of Sciences und der National Academy of Engineering. Er ist Ehrendoktor der Freien Universität Brüssel und der Heriot-Watt University. Er war 1986/87 Traveling Lecturer der IEEE Lasers and Electro-Optics Society, erhielt 2000 die IEEE Third Millennium Medal und war 2013 Carnegie Centenary Professor. 2025 erhielt Miller die Frederic Ives Medal der Optical Society.

## Schriften
- Quantum mechanics for scientists and engineers, Cambridge University Press 2008